# 国务院第一办公室
国务院第一办公室是1954年至1959年中华人民共和国国务院设立的办事机构。

## 国务院第一办公室/政法办公室
1954年11月10日，国务院发出命令设立国务院第一办公室，协助总理掌管内务部、公安部、司法部和监察部的工作。1959年6月，国务院第九十次全体会议决定国务院第一办公室改为国务院政法办公室。1960年12月19日，国务院发出通知，决定撤销国务院政法办公室，从即日起停止办公。
- 国务院第一办公室主任：罗瑞卿兼
- 副主任：吴德峰、朱其文

## 国务院内务办公室
1963年4月17日中共中央办公厅发出通知宣布设立国务院内务办公室。主要职责是统一管理公安部、内务部、国家民族事务委员会和国务院宗教事务局四个单位的政策性问题和重要业务。党内受中央政法小组领导。1966年5月停止工作。
- 内务办公室主任 谢富治兼
- 副主任 甘重斗、徐子荣、严佑民